# Пектубаєвське сільське поселення
Пектуба́євське сільське поселення (рос. Пектубаевское сельское поселение) — муніципальне утворення у складі Новотор'яльського району Марій Ел, Росія. Адміністративний центр — село Пектубаєво.

## Історія
Станом на 29002 рік існували Єлембаєвська сільська рада (присілки Долбачі, Єксей-Єлкіно, Єксей-Марій, Єлембаєво, Ісюйка, Маркелово, Піжанці, Пушкарі, Ріпино, селище Ожигановський), Кремленківська сільська рада (присілки Акілово, Козловці, Коряковці, Кремленки, Матюшкіно, Нові Благородни, Танагаєво, Яснур), Пектубаєвська сільська рада (село Пектубаєво, присілки Єлшинка, Єсімбаєво, Захарейково, Захарята, Івакнур, Лоповці, Магазейково, Оськино, Петриково, Піксола, Старі Благородни, Танерково, Тишкино, Шалагіно, Шишур, Шукшан) та Шуринська сільська рада (присілки Велика Шимшурга, Дубовялни, Звіревці, Крюковці, Мала Шимшурга, Ноля, Пузирниково, Сосновка, Турма, Шудомаріно, Шура, Яраньмучаш), присілки Єгорята-мішата та Руський Шуй перебували у складі Токтарсолинської сільської ради.
1 квітня 2009 року були ліквідовані Єлембаєвське сільське поселення (колишня Єлембаєвська сільська рада, присілки Єгорята-Мішата та Руський Шуй) та Шуринське сільське поселення (колишня Шуринська сільська рада), їхні території увійшли до складу Пектубаєвського сільського поселення (колишні Кремленківська та Пектубаєвська сільські ради).

## Населення
Населення — 2851 особа (2019, 3331 у 2010, 3337 у 2002).

## Склад
До складу поселення входять такі населені пункти:
| Населений пункт            | Населення, осіб (2002) | Населення, осіб (2010) |
| -------------------------- | ---------------------- | ---------------------- |
| Акілово, присілок          | 13                     | 19                     |
| Велика Шимшурга, присілок  | 64                     | 94                     |
| Долбачі, присілок          | 82                     | 53                     |
| Дубовляни, присілок        | 8                      | 0                      |
| Єгорята-Мішата, присілок   | 6                      | 11                     |
| Єксей-Йолкино, присілок    | 12                     | 13                     |
| Єксей-Марі, присілок       | 8                      | 4                      |
| Єлембаєво, присілок        | 487                    | 467                    |
| Єлшинка, присілок          | 1                      | 2                      |
| Єсімбаєво, присілок        | 15                     | 10                     |
| Захарейково, присілок      | 13                     | 17                     |
| Захарята, присілок         | 0                      | 0                      |
| Звіревці, присілок         | 1                      | 0                      |
| Івакнур, присілок          | 11                     | 7                      |
| Ісюйка, присілок           | 14                     | 0                      |
| Козловці, присілок         | 15                     | 20                     |
| Коряковці, присілок        | 22                     | 22                     |
| Кремленки, присілок        | 217                    | 218                    |
| Крюковці, присілок         | 35                     | 33                     |
| Лоповці, присілок          | 5                      | 0                      |
| Магазейково, присілок      | 22                     | 15                     |
| Мала Шимшурга, присілок    | 105                    | 108                    |
| Маркелово, присілок        | 209                    | 192                    |
| Матюшкіно, присілок        | 3                      | 0                      |
| Нові Благородни, присілок  | 7                      | 10                     |
| Ноля, присілок             | 8                      | 5                      |
| Ожигановський, селище      | 79                     | 64                     |
| Оськино, присілок          | 2                      | 0                      |
| Пектубаєво, село           | 1114                   | 1314                   |
| Петриково, присілок        | 29                     | 27                     |
| Піжанці присілок           | 0                      | 0                      |
| Піксола, присілок          | 31                     | 22                     |
| Пузирниково, присілок      | 14                     | 20                     |
| Пушкарі, присілок          | 3                      | 5                      |
| Ріпино, присілок           | 5                      | 7                      |
| Руський Шуй, присілок      | 56                     | 25                     |
| Сосновка, присілок         | 24                     | 22                     |
| Старі Благородни, присілок | 0                      | 0                      |
| Танагаєво, присілок        | 9                      | 6                      |
| Танерково, присілок        | 16                     | 20                     |
| Тишкино, присілок          | 29                     | 28                     |
| Турма, присілок            | 0                      | 0                      |
| Шалагіно, присілок         | 27                     | 6                      |
| Шишур, присілок            | 0                      | 0                      |
| Шудомаріно, присілок       | 31                     | 29                     |
| Шукшан, присілок           | 36                     | 28                     |
| Шура, присілок             | 378                    | 329                    |
| Яраньмучаш, присілок       | 7                      | 1                      |
| Яснур, присілок            | 64                     | 58                     |